# سیارک ۷۳۶۱
سیارک ۷۳۶۱ (به انگلیسی: 7361 Endres، نامگذاری:1996DN1) هفت هزار و سیصد و شصت و یکمین سیارک کشف شده‌است که در ۱۶ فوریه ۱۹۹۶ کشف شد.
قدر مطلق سیارک برابر ۱۳٫۳۰ است.